# Sankt Michael in Obersteiermark
Sankt Michael in Obersteiermark là một đô thị thuộc huyện Leoben bang Steiermark, nước Áo. Đô thị Sankt Michael in Obersteiermark có diện tích 56 km², dân số thời điểm cuối năm 2008 là 3258 người.